# 路德维希·施图本多夫
路德维希·施图本多夫（1906年2月24日—1941年7月17日），德国男子马术运动员。他曾代表德国参加1936年夏季奥林匹克运动会马术比赛，获得个人三项赛和团体三项赛金牌。